# Alagoinhas
Alagoinhas és una ciutat en l'Estat brasiler de Bahia. Fou fundat el 1852. El 1974, la ciutat va passar a ser la seu de la Diòcesi Catòlica Romana d'Alagoinhas.